# Phyllotreta dacica
Phyllotreta dacica là một loài bọ cánh cứng trong họ Chrysomelidae. Loài này được Heikertinger miêu tả khoa học năm 1941.